# デンマーク西インド会社
デンマーク西インド会社（デンマーク語: Vestindisk kompagni  ）またはデンマーク西インド・ギニア会社（ Det Vestindisk-Guineisk kompagni ）は、かつて存在したデンマーク領西インド諸島を利用したデンマークの勅許会社。

## 歴史
1659年5月、デンマーク・アフリカ会社（グルクシュタット・アフリカ会社、Glückstadtske Afrikanske Kompagni）が、フィンランド出身のヘンドリック・カーロフ、2人のオランダ人アイザック・コイマンズとニコラース・パンクラス、2人のドイツ人商人、ヴィンセント・クリンゲンバーグとジェイコブ・デル・ボーによって、ホルシュタインのグルクシュタット（デンマーク語: Lykstad）で設立された。彼らの任務には、現在のガーナにあたるデンマーク領黄金海岸との貿易が含まれていた。
毎年、会社はアフリカに2隻ないし3隻の船を派遣した。1674年にアフリカ会社はデンマーク西インド会社となった。西インド会社は1670年11月20日に組織され、1671年3月11日にクリスチャン5世によって正式に勅許された。
デンマーク人は1668年にサンク・トマス（セント・トーマス島）に入植した。最初の植民地化に成功したのは海軍の船で、高速帆船の「デン・フォルギルテ・クローネ」とフリゲートの「フェロー」（Færøe：フェロー諸島を指すが、しばしば誤ってファラオと訳される）を雇った。しかし、会社はすぐに会社独自の船を確保し始めた。一方では護衛と保護のために時々デンマーク海軍に頼った。1680年8月30日からは西インド・ギニア会社となった。当初、同社は収益を上げるのに苦労していたが、最終的には、増税しすべての植民地の輸出品をコペンハーゲンに直接持ち込むことで収益を増やし始めた。セント・ジョン島を1718年に購入し、セント・クロイ島は1733年にフランスから購入した。
17世紀と18世紀、会社は北大西洋の三角貿易で繁栄した。アフリカの黄金海岸からの奴隷は、西インド諸島で糖蜜とラム酒と交換された。

### 閉鎖と復活
同社は1754年に黄金海岸植民地の管理権を王室に返還した。デンマーク政府が現地に設置した「歳入庁」が1754年から1760年まで植民地を支配した。さらに組織が再編され、1760年から1848年まで、植民地政府はVestindisk-guineiske renteog generaltoldkammerとして知られていた。
フレデリク・バルガムは、デンマーク領黄金海岸の植民地との貿易を維持するために、1765年3月18日の王室決議によりDet Guineiskekompagni（ギニア会社）として会社を復活させた。11月、彼らはクリスチャンスボーとフレデンスボーの砦を20年間借り受けた。しかし、同社はオランダ西インド会社のような貿易独占権はなかった。国内、つまりデンマーク、ノルウェー、シュレスヴィヒ、ホルシュタインのすべての企業との貿易競争が続いた。
財政的に困窮した会社は1776年11月22日に清算された。これを見越して、デンマーク＝ノルウェー政府は1775年8月から9月にかけて許可された要塞を再支配した。バルグムは1774年に債権者から逃れるために国外に去った。

## 会社保有船
- Charlotte Amelie (1680年代)
- Den Unge Tobias (1687年)
- Røde Hane (1687年)
- Maria (1687年)
- Pelicanen
- Unity (1700年代)